# Jesu liv enligt Nya testamentet

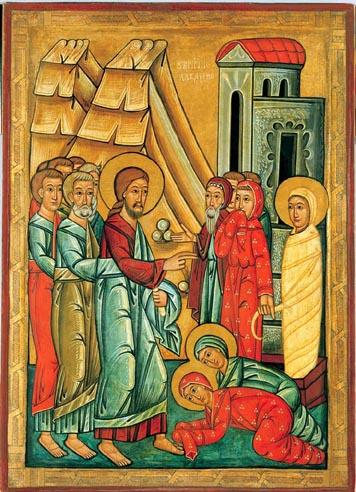
Jesus uppväcker Lasarus från de döda.

Jesus från Nasaret, av de kristna kallad Kristus, levde och verkade enligt Nya testamentet i Palestina under de tre första decennierna av vår tideräkning.
De främsta källorna till Jesu liv är Nya testamentets skrifter. Detta gäller framför allt de fyra skildringar som kallas evangelier: Matteus, Markus, Lukas och Johannes. De tre första av dessa kallas synoptiker, eftersom de ser saker på ett likartat sätt. Det är framför allt utifrån dessa förkunnelsen om Jesus spritts av den kristna kyrkan över världen.

## Före kallelsen

### Messiasförväntningar
Tanach/Gamla Testamentet är fullt av löften om en kommande frälsare, befriare, ledare, profet (till exempel 5 Mos. 18:15; 2 Sam. 7:12–16; Jer 23:5–6; Mik 5:2). Han kallas Messias (hebreiska: מָשִׁיחַ, mashíach – den smorde), eller Kristus (latinsk form för grekiskans Χριστός, Christós, ’den smorde’), eftersom det var brukligt att smörja kungar till sitt ämbete med olivolja. Begreppet finns till exempel hos profeten Daniel (9:25–26). Denna föreställning var mycket levande vid Jesu tid i det av romarna ockuperade Israels land/Palestina. Många ställde sig frågan om Jesus kunde vara Messias (Joh. 4:29).

### Härkomst
Jesu mor var en kvinna vid namn Maria. Hon var från Nasaret i Galileen, i nuvarande Israel. Hon var av Israels folk, och kan ha varit av prästerlig släkt, av Levi stam (Luk. 1:5, 36). Det berättas att Maria födde Jesus utan mans medverkan (Luk. 1:26–38; Matt. 1:18–25). Maria kallas därför av de kristna Jungfru Maria. 
Maria var vid Jesu födelse trolovad med en byggnadsarbetare vid namn Josef. Han fungerade under Jesu barndom som hans fosterfar eller styvfar. Josef nämns inte längre när Jesus är vuxen, utan har troligen då dött. Josef var också av Israels folk, men av Juda stam (jude) och av kunglig börd, släkt med den judiske kungen David, som regerade omkring år 1000 f.Kr. (Matt. 1:1–16; Luk. 3:23–38). Nya Testamentet menar att också Jesus genom sin relation till Josef har del i detta släktskap (Matt. 1:16; Luk. 3:23). Ett sådant släktskap är viktigt, för att Jesus skulle kunna vara Messias (2 Sam. 7:12–16; Jer 23:5–6). Enligt judisk uppfattning var inte Jesus Messias vilket bland annat kan tänkas bero på att han inte var av Davids ätt i och med att han var styvson till Josef och därmed saknade blodsband med David. Inte heller enligt muslimsk uppfattning var Jesus Messias utan bara en profet bland andra profeter.

### Bebådelsen
Jesus blev alltså enligt Bibeln inte avlad på vanligt sätt. Istället fick Maria besök av ängeln Gabriel, som sade att hon skulle bli gravid genom ett ingripande av den Helige Ande (Matt. 1:18; Luk. 1:26–38).

### Födelse

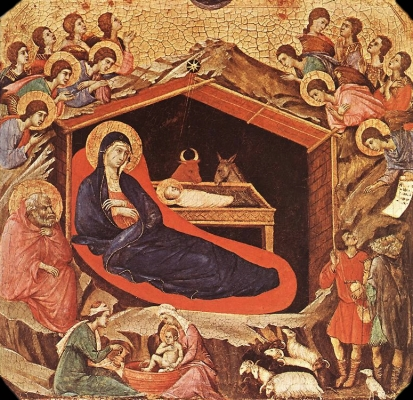
Jesu födelse

Jesus föddes i staden Betlehem, från vilken också kung David kom. Vid hans födelse berättas det att änglar uppenbarade sig för några herdar i trakten (Luk 2:1–20). Han omskars på åttonde dagen, och frambars i Jerusalems tempel på den fyrtionde dagen, allt enligt påbuden i Tanach/Gamla Testamentet (Luk 2:21–40).

### Barndom
I Jesu tidiga barndom skall han ha fått besök av vise män eller stjärntydare, som efter tolkning av stjärnhimlen kom för att hylla judarnas nyfödde kung. Det grekiska ord som används om dem är ”magos”, som är den tekniska termen för zoroastrismens präster. Zoroastrismen var då en stor religion i nuvarande Iran. Kung Herodes – romersk lydkonung – fick reda på besöket och dödade alla småpojkar i området. Jesu familj hann dock fly till Egypten. Sedan Herodes dött, slog de sig sedan ner i Nasaret (Matt. 2). När Jesus var tolv år, berättas hur han besökte Jerusalems tempel och förde samtal med de lärda religiösa ledarna, medan hans föräldrar undrade var han var (Luk 2:41–52).

## De verksamma åren

### Jesu dop

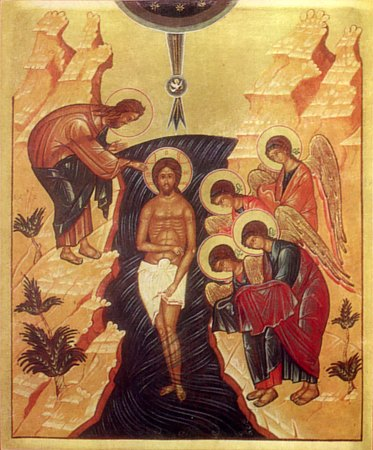
Jesu dop

Jesu offentliga verksamhet började när han var i trettioårsåldern. Den började med att han lät döpa sig av sin släkting Johannes. Johannes var av prästerlig släkt och förkunnade Messias snara ankomst. Han uppmanade folket till bättring och omvändelse, för att de skulle vara beredda att ta emot Messias. Han förnekade att han själv skulle vara Messias. Johannes var verksam i öknen, vid södra delen av floden Jordan. Hans förkunnelse var sträng och radikal. Som ett tecken på att folk ville omvända sig, sänkte Johannes ner dem i floden – döpte dem. Han kallas därför Johannes Döparen. Reningsceremonier med vatten var vanliga i judendomen (Matt. 3:1–17). 
När Jesus kom till Johannes, sade Johannes: ”Se, Guds lamm, som tar bort världens synd” (Joh. 1:29). Han antydde så att Jesus är Messias. Jesus bad att få bli döpt. Johannes var tveksam, men lät det ske. Då, berättas det, sänkte sig den Helige Ande ner över Jesus i form av en duva och en röst hördes från himmelen som sade: ”Du är min älskade son, du är min utvalde.” (Mark. 1:11) Johannes avrättades senare genom halshuggning på grund av kritik mot kungahuset (Matt. 14:1–10).

### Jesus frestas
Efter dopet fastade Jesus fyrtio dagar i öknen och blev av djävulen frestad att utföra övernaturliga handlingar för sin egen vinnings skull.

### Apostlarna
I början av sin verksamhet väljer Jesus ut tolv av sina lärjungar till att stå honom närmast och han kallar dem apostlar (grekiska: apóstolos – sändebud). De viktigaste är Petrus, Jakob och Johannes. Också Judas utsågs till apostel – han som senare förrådde honom (Mark 3:13–19).

### Verksamhet, undervisning och under

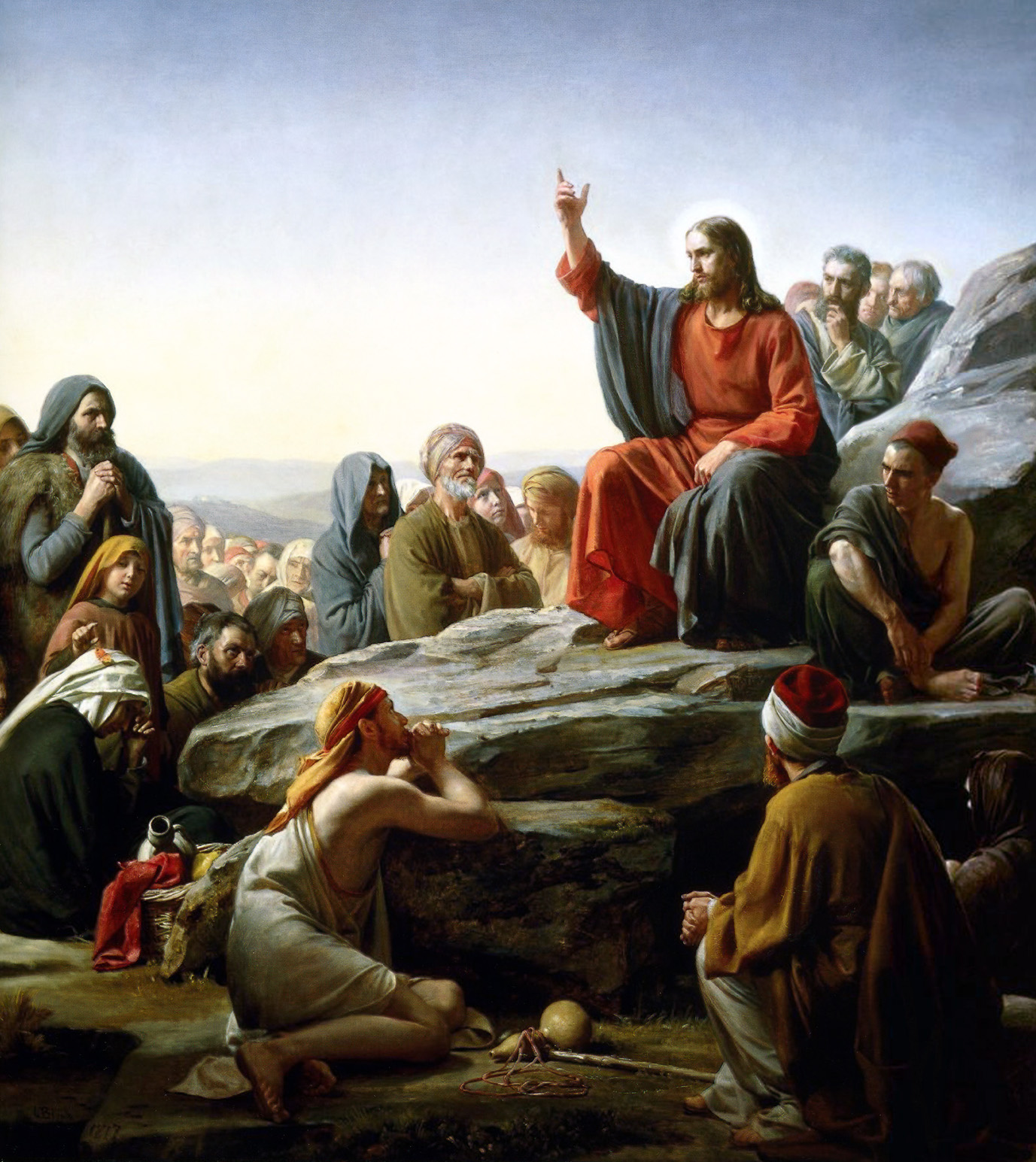
Bergspredikan

Jesu verksamhet varar enligt synoptikerna (Matteus, Markus och Lukas) minst ett år och enligt Johannes minst tre. Verksamheten är i huvudsak förlagd till Galileen på västra stranden av Genesarets Sjö. I den mån han inte vandrade omkring, bodde han i Kafarnaum. Men han rörde sig också norröver, österut och söderut genom Samarien ner till Jerusalem. Hans verksamhet bestod i huvudsak av förkunnelse, botande av sjukdomar, utdrivande av demoner och andra underverk. Han ägnade också tid åt bön. Stora skaror samlades för att lyssna till honom och för att bli botade. Exempel på sjukdomar han botade är feber (Mark. 1:29–31), blindhet (Luk. 18:35–43; Joh. 9:1–7), dövhet (Mark 7:34–37), förlamning (Luk 5:17–26), blödningar (Mark 5:24–34) och muskelförtvining eller liknande (Mark 3:1–6). Jesus botade till och med på avstånd (Joh. 4:46–54). Han utförde även andra under. Till exempel utspisade han stora skaror med mycket knapphändiga resurser (Joh 6:1–13), han hjälpte fiskare att få stora fångster (Luk 5:1–11), han fick en storm på sjön att lägga sig (Matt. 8:23–27), han gick på vatten (Mark. 6:45–52), fick ett träd att vissna genom att tala till det (Matt 21:18–22), plockade pengar till skatt ur en nyfångad fisks mun (Matt 17:24–27) och gjorde vatten till vin (Joh 2:1–11). Han uppväckte också minst tre personer från döden (Jairus dotter Mark 5:21–24, 35–43; änkans son i Nain Luk. 7:11–17; och Lasarus Joh. 11). Johannes ser Jesu under som tecken (Joh. 2:11; 6:26). 
Jesu undervisning beskrivs närmare under egen rubrik.

### Petri bekännelse
Vid ett tillfälle frågade Jesus lärjungarna vem han är. Petrus svarade då: ”Du är Messias, den levande Gudens Son.” Jesus lovordade Petrus för denna bekännelse (Matt. 16:13–17).

### Jesus förutsäger sitt lidande
Vid tre tillfällen förutsade Jesus att han skulle lida och dö och därefter uppstå (Matt. 16:21–23).

### Förklaringsberget

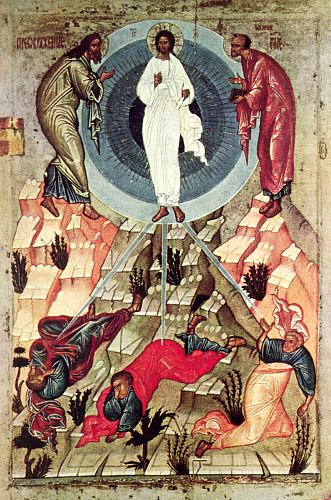
Kristi förklaring

Vid ett tillfälle tog Jesus med sig Petrus, Jakob och Johannes upp på ett högt berg. Där förvandlades hans utseende så att ett kraftfullt ljus strålade ut från honom. En röst hördes från himlen: ”Denne är min Son, den älskade. I honom har jag min glädje. Lyssna till honom.” (Matt 17:1–8).

### Intåget i Jerusalem
Jesus red in i Jerusalem på en åsna under folkmassans jubel (Matt. 21:1–11). Detta tycks fullborda en profetia om att det är så Messias skall komma (Sak. 9:9).

### Jesus rensar templet
Mot slutet av sin verksamhet gick Jesus upp till Jerusalem. Han fann det där stötande att templet var fullt av försäljare som profiterade på besökarna. Han drev därför med våld ut försäljarna därifrån (Mark 11:15–17). Johannes förlägger istället denna händelse till början av Jesu verksamhet (Joh. 2:13–17).

### Jesus undervisar om tidens slut
Vid denna tid undervisade Jesus om tidens slut. Mer om detta under rubriken Jesu undervisning.

## Passionshistorien

### Förräderi
Judas Iskariot, en av apostlarna, erbjöd sig inför folkets ledare att förråda Jesus för trettio silverpenningar, vilket han också senare gjorde. Efteråt tog han sitt liv (Matt. 26:14–16, 47–50; 27:3–10).

### Nattvard och fottvagning

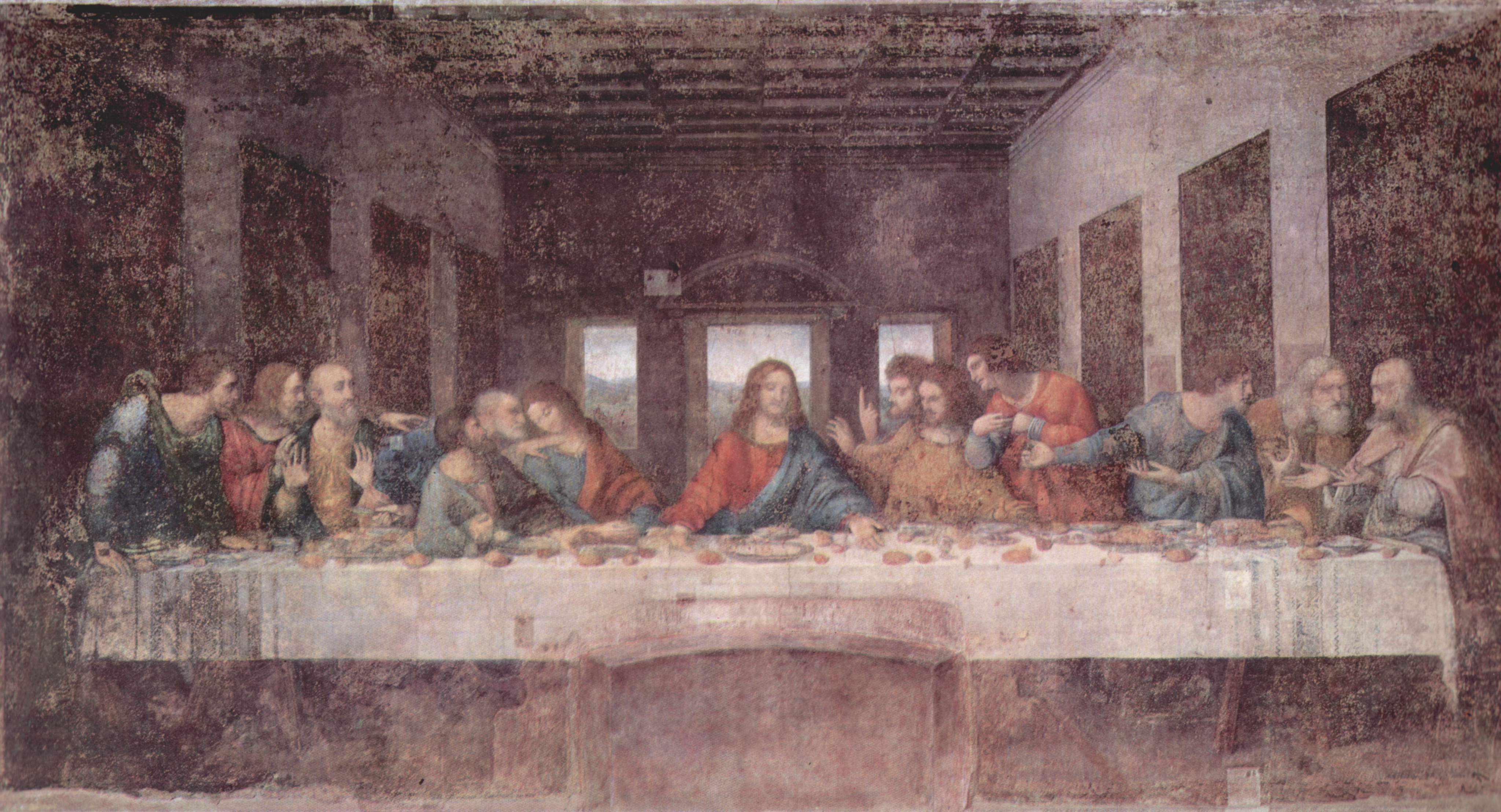
Nattvarden av Leonardo da Vinci.

Sista kvällen i livet samlade Jesus sina apostlar till måltid. Han tvättade deras fötter – något som annars var tjänarens uppgift – och uppmuntrade dem att göra så med varandra (Joh. 13:1–17). Han tog under måltiden ett bröd, sade att det är hans kropp och uppmanade lärjungarna att äta av det. Sedan tog han en bägare vin, sade att det är hans blod, som utgjuts till syndernas förlåtelse, och uppmanade dem att dricka av det. Sedan sade han, att de skall göra detta till minne av honom (Matt. 26:26–30).

### I Getsemane
I närheten finns en trädgård kallad Getsemane. Där våndades Jesus svårt över det kommande lidandet. Han bad Fadern att få slippa, men böjde sig för Faderns vilja. Sedan kom Judas med tempelvakten och grep honom (Mark 14:32–42).

### Processen
Jesus förhördes i flera omgångar av landets högsta religiösa församling – Sanhedrin, av kung Herodes Antipas – romersk lydkonung över Galileen, och av Pontius Pilatus – romersk ståthållare över Judeen. Processerna slutar med att Jesus först gisslas och sedan döms till korsfästelse av Pontius Pilatus (Luk. 22:63–23:25).

### Korset

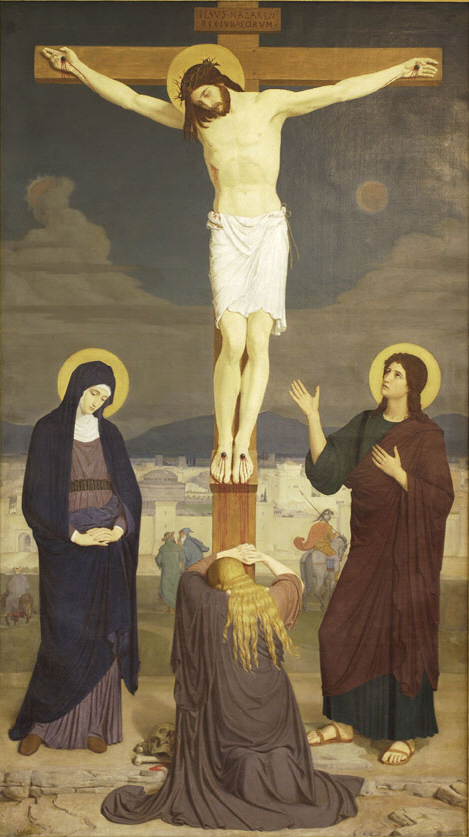
Jesus på korset

Jesus korsfästes klockan 9 mitt emellan två brottslingar. Den ene var ångerfull och blev av Jesus lovad en plats i himmelen. Klockan 12 föll ett mörker, som varade ända till Jesu död klockan 15.  Jesus bad Fadern förlåta hans bödlar, lämnade sin ande i Faderns händer och dog. För att förvissa sig om att han verkligen var död, genomborrade den romerske soldaten Longinus honom med en lans. Närvarande vid avrättningen var Jesu mor Maria och hans apostel Johannes (Matt. 27:32–56; Mark. 15:21–41; Luk. 23:26–49; Joh. 19:17–37).

### Gravläggningen
En högt uppsatt man vid namn Josef från Arimatea begravde Jesus i en klippgrav och rullade en sten för ingången. Pontius Pilatus beslutade på förfrågan från de religiösa ledarna, att graven skulle förseglas och vaktas (Matt. 27:57–66).

## Uppståndelse och himmelsfärd

### Uppståndelsen

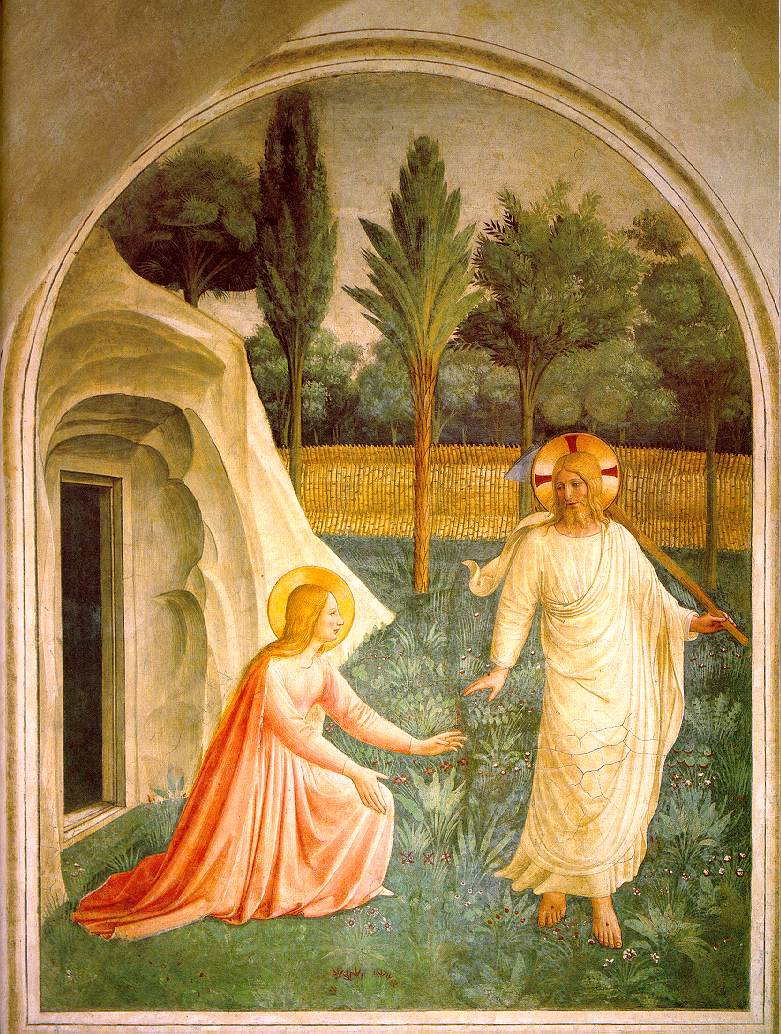
Den Uppståndne visar sig för Maria Magdalena

På söndagens morgon besökte några kvinnor graven, och fann den då öppen och tom. De mötte änglar, som sade, att Jesus lever. Fler än 500 lärjungar fick sedan se honom levande (1 Kor. 15:3–8). De fick tillfälle att ta i honom och se honom äta (Luk 24:36–43) och de fick se honom vid flera olika tillfällen under fyrtio dagar (Apg 1:3). (Uppståndelsen beskrivs i Matt. 28; Mark. 16; Luk. 24; Joh. 20–21; Apg. 1:1–11; 1 Kor. 15:3–8.)

### Himmelsfärden
Vid slutet av dessa fyrtio dagar, samlade Jesus lärjungarna på Olivberget och togs därifrån upp till himmelen (Luk. 24:50–51; Apg 1:6–11).